# António Morgado
António Morgado (Caldas da Rainha, 28 de enero de 2004) es un ciclista profesional portugués que milita en las filas del conjunto UAE Team Emirates XRG.

## Trayectoria
En 2021 y 2022, António Morgado es uno de los corredores más exitosos a nivel nacional e internacional en la categoría junior (menor de 19 años). Obtuvo 41 victorias en dos años con el equipo Bairrada Cycling Team y la selección portuguesa. En concreto, ganó dos veces la Volta ao Concelho de Loulé, la Ruta do Albariño, la Vuelta al Besaya y la Vuelta a Portugal júnior. En 2022 ganó la clasificación general del Giro della Lunigiana. Ese mismo año también quedó segundo en la Junior Peace Race, la Gipuzkoa Klasika y el Trofeo Centre Morbihan. En el Campeonato Mundial junior de Wollongong, Emil Herzog lo derrotó al sprint y ganó la medalla de plata.
Para la temporada 2023, Morgado se unió al equipo continental estadounidense Hagens Berman Axeon, donde se reencuentra con el campeón mundial junior Emil Herzog. En su segunda carrera, obtuvo su primera victoria en el circuito UCI Europe Tour al ganar la clasificación general de la Vuelta a Rodas.
En el Tour de Flandes 2024 se convierte en el tercer ciclista más joven en acabar en el top-5 en la historia del Tour de Flandes con 20 años y 63 días, tras los belgas Rik Van Steenbergen con 19 años y 205 días en 1944 y Émile Joly con 19 años y 356 días en 1930. Asimismo, se convierte en el corredor más joven en el top-5 de cualquier monumento desde el propio Rik Van Steenbergen en el Tour de Flandes 1944.[cita requerida]

## Palmarés
2023
- Vuelta a Rodas
- 1 etapa del Orlen Nations Grand Prix
- 2.º en el Campeonato Mundial en Ruta sub-23

2024
- Giro de la Romagna
- 1 etapa de la Vuelta a Asturias
- Campeonato de Portugal Contrarreloj

2025
- Gran Premio Castellón
- Figueira Champions Classic
- Campeonato de Portugal Contrarreloj

## Resultados

### Vueltas menores
| Carrera | Carrera         | 2023 | 2024 | 2025 |
| ------- | --------------- | ---- | ---- | ---- |
|         | Tour Down Under | —    | 47.º | —    |
|         | Vuelta a Suiza  | —    | —    | 64.º |

—: no participa

Ab.: abandono

### Clásicas, Campeonatos y JJ. OO.
| Carrera                | Carrera                | 2023 | 2024  | 2025 |
| ---------------------- | ---------------------- | ---- | ----- | ---- |
| Omloop Het Nieuwsblad  | Omloop Het Nieuwsblad  | —    | 25.º  | 42.º |
| Kuurne-Bruselas-Kuurne | Kuurne-Bruselas-Kuurne | —    | 48.º  | —    |
| E3 Saxo Classic        | E3 Saxo Classic        | —    | 74.º  | Ab.  |
| Gante-Wevelgem         | Gante-Wevelgem         | —    | 33.º  | —    |
|                        | Tour de Flandes        | —    | 5.º   | 90.º |
|                        | París-Roubaix          | —    | 87.º  | 24.º |
| Flecha Brabanzona      | Flecha Brabanzona      | —    | 21.º  | 3.º  |
| Cyclassics Hamburg     | Cyclassics Hamburg     | —    | 110.º |      |
| París-Tours            | París-Tours            | —    | 35.º  |      |
| Portugal en Ruta       | Portugal en Ruta       | —    | 20.º  |      |
| Portugal CRI           | Portugal CRI           | —    | 1.º   | 1.º  |

—: no participa

Ab.: abandono

## Equipos
- Hagens Berman Axeon (2023)
- UAE Team Emirates (2024-)
  - UAE Team Emirates (2024)
  - UAE Team Emirates XRG (2025-)